# Pete Kozachik
Pete Kozachik, né le 28 mars 1951 dans le Michigan et mort le 12 septembre 2023 à Carmel-by-the-Sea en Californie, est un directeur de la photographie et créateur d'effets spéciaux américain,,.
Il a été nommé pour l'Oscar des meilleurs effets visuels en 1994 pour le film d'Henry Selick L'Étrange Noël de monsieur Jack.

## Filmographie

### Directeur de la photographie
- 1996 : James et la Pêche géante de Henry Selick
- 2005 : Les Noces funèbres de Tim Burton et Mike Johnson
- 2009 : Coraline de Henry Selick